# Jonathan (tortuga)
 Jonathan  (nacido 4 de diciembre de c. 1832) es una tortuga gigante de Seychelles (Aldabrachelys gigantea hololissa). En la actualidad es la tortuga viva más longeva del mundo, como así también el animal terrestre vivo más longevo. Vive en Plantation House, en la isla Santa Elena.

## Historia

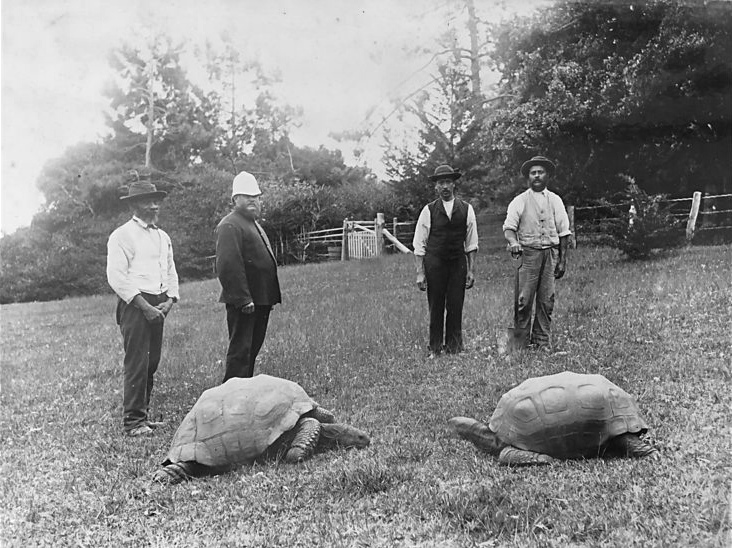
Jonathan (izquierda) con otra tortuga gigante (año 1886)

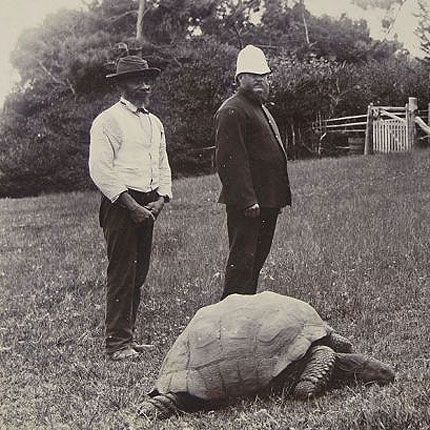
Jonathan, en 1886.

Jonathan fue llevado desde la isla de las Seychelles a la isla Santa Elena en 1882, junto con otras tres tortugas, con unos 50 años de edad. Fue nombrado en 1930 por el gobernador Sir Spencer Davis. Sigue viviendo en los terrenos de la residencia oficial del gobernador de Santa Elena, Ascensión y Tristán de Acuña, perteneciendo a dicho gobierno.
Su posible edad se calculó a partir de una fotografía a partir de una colección de imágenes de la Guerra Bóer mostrando una tortuga al lado de un prisionero de guerra en torno al año 1900. El 5 de diciembre de 2008, el Daily Mail publicó un artículo afirmando que Jonathan es la misma tortuga que la que aparece en la fotografía, convirtiéndola en la tortuga más vieja del mundo aun con vida.
Aunque está verificado que la tortuga más vieja de la que se tenga constancia (según el Libro Guinness de los récords) fue Tu'i Malila, que murió en Tonga en 1965 a la edad de 188 años, una tortuga gigante de Aldabra llamada Adwaita, que murió en 2006 en el Jardín Zoológico de Kolkata, en la India, se cree que vivió hasta la edad de 255 años, pero esto no ha sido confirmado.
La moneda de 5 céntimos local de Santa Elena tiene una imagen de Jonathan en su reverso.